# Quatre journées de Naples
 (juillet 2025).
Si vous disposez d'ouvrages ou d'articles de référence ou si vous connaissez des sites web de qualité traitant du thème abordé ici, merci de compléter l'article en donnant les références utiles à sa vérifiabilité et en les liant à la section « Notes et références ».
Seconde Guerre mondiale,
Campagne d'Italie
Batailles
Invasion de la Sicile
- Lampedusa
- Corkscrew
- Mincemeat
- Barclay
- Animals
- Chestnut
- Narcissus
- Fustian
- Ladbroke
- Gela
- Troina
- Centuripe

Invasion de l'Italie
- Baytown
- Avalanche
- Rome
- Slapstick
- Armistice de Cassibile
- Achse
- Naples
- Bombardement du Vatican
- Ligne Volturno
- Libération de la Corse
- Ligne Barbara
- Bombardement de Bari

Ligne Gustave
- Ligne Bernhardt
- Raincoat
- San Pietro Infine
- Rivière Moro
- Ortona
- Rivière Rapido
- Monte Cassino
- Shingle
- Cisterna
- Diadem
- Strangle
- Ligne Trasimene
- Libération de Rome
- Ancône
- Brassard

Ligne gothique
- Rimini
- Saint-Marin
- Gemmano
- Montecieco
- Monte Castello
- Garfagnana

Offensive du printemps 1945
- Tombola
- Bowler
- Roast
- Bologne
- Argenta Gap
- Herring
- Collecchio

Guerre civile italienne
Le nom Quatre journées de Naples (en italien : Quattro giornate di Napoli) fait référence au soulèvement populaire des Napolitains, pendant la Seconde Guerre mondiale, du 27 au 30 septembre 1943, au cours duquel le peuple s'attaqua aux forces allemandes du Troisième Reich qui occupaient la ville.
L'armée allemande fut mise en déroute avant l'arrivée des Alliés. Par ces actions, la ville reçut la Médaille d'or de la valeur militaire. Naples fut la seule grande ville italienne à se soulever contre l'occupant allemand et se libérer sans l'aide des Alliés.

## Évènements précédents
Durant les quatre premières années de la guerre (de 1940 à 1943), Naples est durement bombardée par les Alliés et subit de lourdes pertes. À la fin de la guerre elle aura été la ville la plus bombardée d'Italie et parmi les plus bombardées d'Europe hors Allemagne. On dénombre plus de 20 000 victimes au sein de la population, en plus des dommages majeurs aux infrastructures ainsi qu'au patrimoine artistique et culturel de la ville. Le 4 août 1943 la basilique Santa Chiara est à demi détruite. Lors du seul bombardement du 4 août 1943, plus de 3 000 personnes périssent. Le 28 mars 1943, l'explosion du navire Caterina Costa dans le port de la ville tue 600 personnes et en blesse 3 000.
Avec l'avance des forces anglo-canado-américaines dans le Mezzogiorno, les cellules de résistance anti-fascistes (comprenant, entre autres, Fausto Nicolini, Claudio Ferri et Adolfo Omodeo) établissent des contacts plus étroits avec le commandement allié et demandent la libération de la cité.
Le 8 septembre 1943, l'armistice de Cassibile entre en vigueur, avec la diffusion de sa proclamation par le maréchal Badoglio. Les forces armées italiennes, sans commandement militaire central, se démobilisent rapidement dans toutes les communes, incluant Naples.
Dans la ville, la situation s'envenime. Déjà ébranlée par les bombardements récents et par le déséquilibre des forces présentes dans toute la Campanie (20 000 soldats allemands face à 5 000 soldats italiens), la ville sombre dans le chaos à la suite de la désertion des principaux dirigeants. Ceux-ci ne sont plus autorisés à collaborer avec les Allemands. Enfin, les troupes italiennes étant éparpillées, elles ne peuvent plus défendre la population civile contre les abus des Allemands.
Les généraux Riccardo Pentimalli et Ettore Del Tetto, qui étaient responsables de la province de Naples, s'enfuient en habit civil. Les dernières actions officielles de Del Tetto sont le transfert du contrôle de la ville à l'armée allemande et la rédaction d'un document officiel interdisant les attroupements et autorisant les militaires à tirer sur la foule en cas de refus de collaborer.
Quelques tentatives de résistance sporadiques mais sanglantes sont lancées contre la caserne Zanzur, contre celle des carabinieri Pastrengo et contre le 21e centre de repérage du Castel dell'Ovo.

## La ville en ébullition
Dès les premiers jours de l'armistice, les épisodes de rejet et de résistance face à l'occupant nazi, ainsi que le nombre d'attaques armées plus ou moins organisées s'intensifient, à la suite des manifestations étudiantes du 1er septembre sur la piazza del Plebiscito et des premières assemblées au lycée classique Sannazaro, à Vomero, un quartier de Naples.
Le 9 septembre, quelques citoyens affrontent des troupes allemandes au palazzo dei Telefoni et les mettent en fuite. Un incident semblable se produit dans la rue Santa Brigida, et un carabinier est contraint de faire feu pour défendre une boutique que des soldats tentent de saccager.
Le premier affrontement meurtrier a lieu le 10 septembre, entre la piazza del Plebiscito et les jardins en contrebas. Les Napolitains parviennent à bloquer le passage à quelques automobiles allemandes. Trois marins et trois soldats allemands meurent durant le combat. Les occupants obtiennent la libération des quelques hommes faits prisonniers par les insurgés grâce à une injonction d'un officiel italien qui exige de ses compatriotes le retour des otages et de toutes les armes. Les représailles pour l'affrontement de la piazza del Plebiscito ne tardent pas à venir : les nazis incendient la Bibliothèque nationale Vittorio Emanuele III et tirent sur la foule qui s'approche.
Le 12 septembre des dizaines de soldats allemands sont tués dans les rues de la ville, alors qu'environ 4 000 citoyens napolitains (civils et militaires) sont déportés pour le travail obligatoire.

## L'état de siège
Toujours le 12 septembre, le colonel Walter Schöll, assumant le commandement des forces armées occupant la ville, impose un couvre-feu et proclame l'état de siège, avec ordre de fusiller tous les responsables d'actions hostiles aux troupes allemandes, à raison de cent Napolitains pour chaque Allemand éventuellement tué.
La proclamation apparaît sur les murs de la ville, le matin du lundi 13 septembre :

« 1. Effectif immédiatement, j'assume aujourd'hui le commandement absolu, avec pleins pouvoirs, de la cité de Naples et de ses environs.
2. Tous les citoyens qui se comporteront avec calme et discipline bénéficieront de ma protection. Cependant, quiconque agira ouvertement ou insidieusement contre les forces armées germaniques sera passé par les armes. De plus, le lieu de ses actions ainsi que les environs de sa cachette seront détruits et réduit en ruines. Chaque soldat allemand blessé ou tué sera vengé au centuple.
3. J'impose un couvre-feu de 20h à 6h. L'utilisation des routes n'est permis qu'en seul cas d'urgence, et uniquement pour se rendre au refuge le plus proche.
4. L'état de siège est en place.
5. D'ici 24 heures, toutes les armes et munitions de tous genres, y compris les fusils de chasse, les grenades, etc., doivent nous être livrées. Suivant ce délai, quiconque trouvé en possession d'une arme sera immédiatement fusillé. La remise des armes s'effectuera auprès des patrouilles militaires allemandes.
6. Citoyens, restez calmes et soyez raisonnables. Ces ordres et les représailles déjà appliquées ont été rendus nécessaires parce qu'un grand nombre de soldats et d'officiels allemands qui ne faisaient que leur devoir ont été vilement assassinés ou gravement blessés. Dans certains cas, ces blessés ont été vilipendés et maltraités de façon indigne de la part d'une population civile.
Naples, 12 septembre 1943, signé SCHÖLL, Colonel »

Les Allemands fusillent ensuite, sur l'avenue Cesario Console, huit prisonniers de guerre. Peu après, un premier affrontement éclate entre un char blindé et des étudiants qui s'attroupent à proximité de l'université de Naples. Un deuxième affrontement oppose les Allemands à quelques marins italiens devant le palais de la Bourse, un évènement qui secoue grandement l'opinion publique.
Un jeune marin est exécuté sur les marches du pavillon principal de l'université, alors que des milliers de citoyens sont contraints d'assister à ce spectacle macabre car les troupes allemandes forcent les conducteurs à s'arrêter sur les routes autour du lieu de l'exécution.
Toujours pendant la même journée, cinq cents personnes sont conduites de force à Teverola, dans la province de Caserte, et sont contraintes d'assister à l'exécution de 14 carabinieri « coupables » de résistance armée avant de se rendre à l'occupant nazi.

## Les prémices de la rébellion
Les exécutions aléatoires, les saccages, les rafles arbitraires de main-d'œuvre, la misère et la destruction causées par cette guerre écrasent la ville tout entière. Désormais, la colère et l'exaspération des Napolitains est à son comble et, bien que désorganisés, ceux-ci sont unis par un désir commun de se libérer de l'envahisseur allemand.
Le 22 septembre, des habitants de Vomero, un quartier des collines de Naples, s'emparent des armes de la 107e batterie. Le 25 septembre, 250 mousquets sont retirés d'une école. Le 27 septembre, plusieurs dépôts d'armes et de munitions tombent entre les mains des insurgés.
Auparavant, le 23 septembre, une nouvelle mesure répressive est imposée par le colonel Schöll. Elle prévoit l'évacuation complète, avant 20h, de toute la zone côtière de la ville, jusqu'à une distance de 300 mètres de la mer. En pratique, 240 000 citoyens sont contraints d'abandonner en quelques heures leurs résidences pour permettre la création d'une « zone militaire de sécurité » qui semble annoncer la destruction du port.
Presque au même moment, une annonce du préfet ordonne la mobilisation au Service du travail obligatoire de tous les hommes âgés de 18 à 33 ans. Il s'agit d'une déportation forcée vers les camps de travail de l'Allemagne.
Les nazis n'obtiennent pas le résultat souhaité. Seuls 150 hommes répondent à l'appel, au lieu des 30 000 prévus. Le colonel Schöll décide d'envoyer des patrouilles pour ratisser la cité et fusiller ceux qui résistent. Une nouvelle annonce est affichée à travers la ville :

« Environ 150 personnes ont répondu au décret du Service de travail obligatoire, alors que d'après les registres de l'état civil, au-delà de 30 000 auraient dû se présenter.
Ce résultat constitue un sabotage contre les ordres des Forces armées allemandes et le ministère italien de l'Intérieur.
À partir de demain, au moyen de patrouilles militaires, je ferai arrêter tous les contrevenants. Ceux qui, en ne se présentant pas, ont contrevenu aux ordres publics seront fusillés sans hésitation.
Le commandant de Naples, Schöll »

Les citoyens sont forcés de choisir entre la survie, ou alors la mort ou la déportation forcée en Allemagne.
L'insurrection populaire devient inévitable. Spontanément, dans tous les coins de la ville, les gens de tous les milieux, peu importe leurs occupations, descendent dans la rue pour s'organiser et pour prendre les armes. Plusieurs soldats italiens qui avaient pris le maquis depuis quelques jours s'unissent à eux.
Le 26 septembre, une foule sans armes mais agitée se déchaîne contre les opérations de ratissage nazis, libérant plusieurs jeunes destinés à la déportation.

## Les quatre journées de lutte

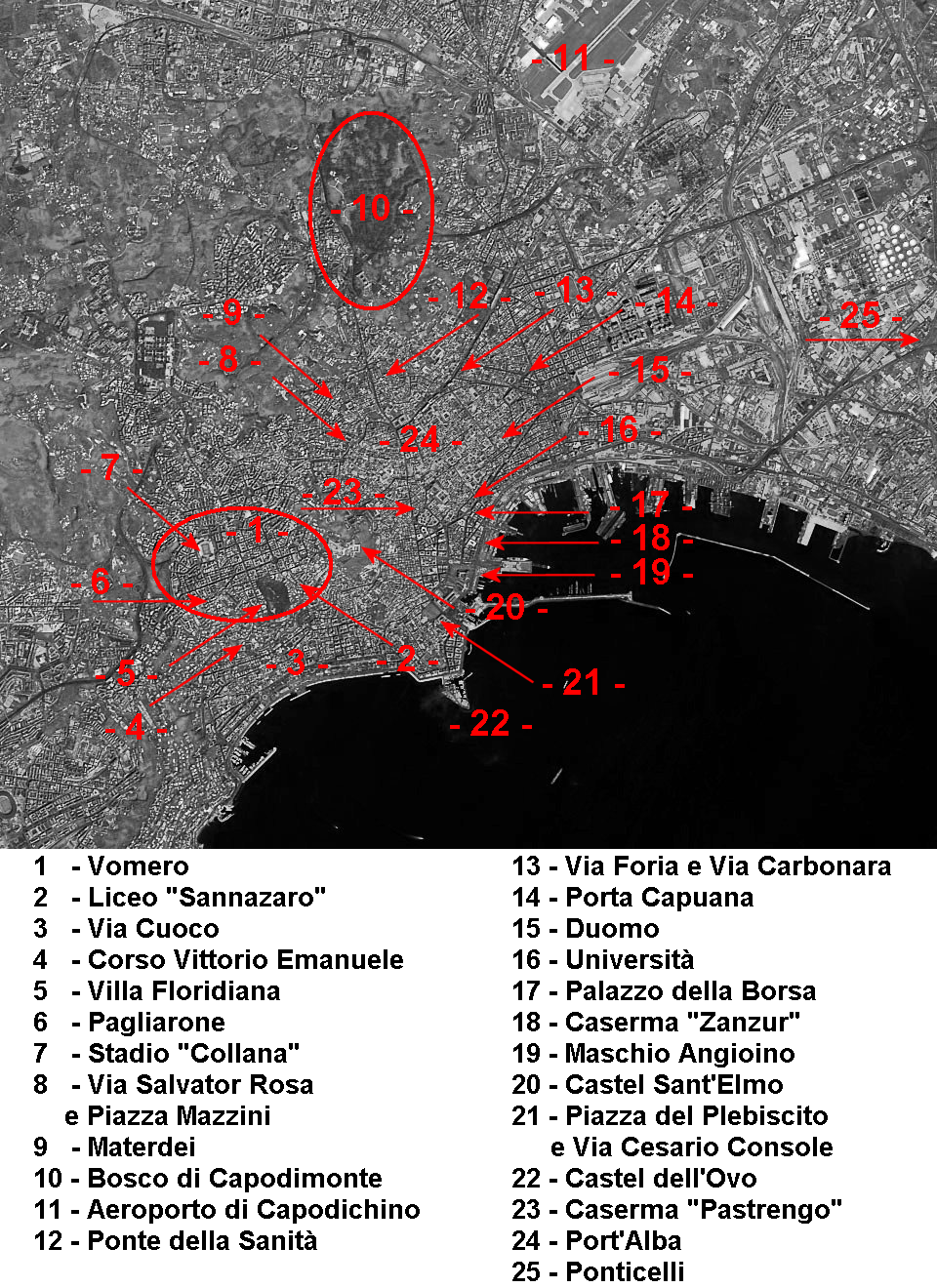
Carte de la ville indiquant les différents lieux de l'insurrection

### Le 27 septembre
Le 27 septembre, les Allemands effectuent une grande rafle et capturent environ 8 000 hommes à travers la ville. Peu après, de 400 à 500 hommes armés déclenchent le combat.
L'une des premières étincelles de la lutte éclate dans le quartier de Vomero (au point numéro 1 sur la carte ci-contre). Un groupe de personnes armées bloque le passage à une voiture allemande et abat l'officier qui est au volant.
Durant toute la journée, d'âpres combats se succèdent dans diverses sections de la ville entre les insurgés et les soldats allemands qui désormais débutent les opérations d'évacuation, à la suite de rumeurs (qui seront démenties plus tard) d'un imminent débarquement allié dans le quartier napolitain de Bagnoli.
Un lieutenant de l'armée italienne, Enzo Stimolo, après avoir été nommé responsable d'un groupe de 200 insurgés, se distingua particulièrement lors de la prise d'assaut de l'armurerie du château Sant'Elmo (no 20 sur la carte ci-contre), qui ne tomba que le soir venu, non sans faire couler le sang. Les Allemands, barricadés soit à l'intérieur de la villa Floridiana (no 5 sur la carte), soit au stade Arturo Collana, interviennent en grand nombre pour livrer bataille.
Simultanément, un groupe de citoyens se dirige vers le parc de Capodimonte (le plus grand parc de la ville, numéro 10 sur la carte), où, d'après les rumeurs qui courent, les Allemands préparent l'exécution de quelques prisonniers. Un plan est mis au point pour empêcher un groupe d'artificiers allemands de miner le Ponte della Sanità (numéro 12), servant de lien avec le centre de la ville. Le plan des insurgés est réalisé avec succès le lendemain par un groupe de marins.
Durant la soirée, deux autres dépôts d'armes sont attaqués et capturés : ceux des casernes via Foria et via San Giovanni a Carbonara (numéro 13).

### Le 28 septembre
Le 28 septembre, le nombre de citoyens qui se joignent aux premiers combattants augmente continuellement au cours de la journée. Les affrontements s'intensifient. Dans le quartier Materdei (numéro 9 sur la carte), une patrouille nazie, réfugiée dans une habitation civile, est cernée et assiégée durant plusieurs heures, jusqu'à l'arrivée de renforts allemands. Trois Napolitains sont tués au cours de cette opération.
À Porta Capuana (numéro 14), un groupe de quarante hommes armés de fusils et de mitraillettes, s'installent à la porte fortifiée et y mettent en place un blocage routier, tuant six soldats ennemis et en capturant quatre autres. Des combats éclatent dans plusieurs autres points de la ville, comme au Maschio Angioino (numéro 19), au Vasto et au Monteoliveto.
Les Allemands procèdent à d'autres rafles, cette fois dans le quartier Vomero, rassemblant plusieurs prisonniers à l'intérieur du stade Arturo Collana, ce qui provoque la réaction des insurgés commandés par Stimolo. Ceux-ci attaquent à nouveau le stade Arturo Collana, permettant de libérer les prisonniers le lendemain, après avoir vaincu la résistance armée des Allemands.

### Le 29 septembre
Durant la troisième journée, les rues de Naples sont de nouveau le théâtre de féroces affrontements. L'organisation de l'insurrection demeure décentralisée et laissée aux chefs de chaque quartier, sans contact direct avec les forces structurées de l'antifascisme, comme le Comité de libération nationale.
Des personnalités locales commencent cependant à émerger et à assurer le commandement des opérations, comme le professeur Antonino Tarsia, dans le quartier Vomero, ainsi que le lieutenant-colonel Bonomi, près de Salvator Rosa (numéro 8 sur la carte), le capitaine Francesco Cibarelli, au Duomo (numéro 15), le capitaine Mario Orbitello à Montecalvario, le médecin capitaine Stefano Fadda dans le quartier Chiaia, le travailleur Tito Murolo au Vasto, alors que parmi les jeunes, un étudiant se distingue : Adolfo Pansini, du lycée Sannazaro (numéro 2).
Dans le quartier de Cuoco (numéro 3), les Allemands attaquent en force avec des chars d'assaut Tigre. Un petit groupe d'environ 50 rebelles tente vaillamment de résister avant de subir de lourdes pertes : 12 morts et plus de 15 blessés.
Le quartier ouvrier de Ponticelli (numéro 25) subit lui aussi des bombardements majeurs, à la suite desquels les troupes allemandes procèdent à des massacres aveugles de la population, allant jusqu'à pénétrer dans les résidences des citoyens. D'autres combats se déroulent également à proximité de l'aéroport de Capodichino (numéro 11) et de la Piazza Ottocalli, où trois aviateurs italiens meurent.
Au même moment, près du quartier général allemand, sur le boulevard Vittorio Emanuele (numéro 4), le colonel Schöll et l'officier Stimolo parviennent à un accord sur la libération des prisonniers italiens gardés en otage dans le stade Arturo Collana, en échange d'un droit de passage permettant aux Allemands de quitter la ville. Pour la première fois en Europe, les nazis négocient avec des insurgés.

### Le 30 septembre
Les troupes allemandes commencent à fuir la ville, craignant l'arrivée des forces militaires anglo-canado-américaines provenant de Nocera Inferiore. Pendant ce temps, au lycée Sannazaro, le professeur Tarsia s'autoproclame chef des rebelles et prend en charge les pleins pouvoirs civils et militaires. Il établit, entre autres, des règles strictes à propos des heures d'ouvertures des commerces.
Toutefois, les combats ne cessent pas et les canons allemands qui surveillent les collines de Capodimonte bombardent toute la journée la zone entre Port'Alba (numéro 24) et Piazza Mazzini (numéro 8). D'autres affrontements éclatent aussi près de la porte Capuana (numéro 14).
Les nazis en fuite laissent derrière eux des ruines et des édifices en flammes. Celui abritant les Archives historiques de Naples, à San Paolo Bel Sito, est incendié, causant des pertes inestimables au patrimoine historique et artistique de la région.

## Naples est libre
Le 1er octobre 1943 à 9h30, les premiers blindés alliés entrent dans la ville, alors qu'à la fin de la même journée, le maréchal nazi Albert Kesselring annonce le « succès » du repli allemand.
Le bilan des affrontements des Quatre journées de Naples est difficile à mesurer. D'après certains auteurs, durant les 76 heures de combats, 170 belligérants et 150 citoyens désarmés sont morts. D'après une commission ministérielle, il y eut 155 victimes, mais les registres du cimetière Poggioreale indiquent un total de 562 décès.
Il est à noter qu'une grande partie des combats opposèrent exclusivement des Italiens à des Allemands. Contrairement à d'autres épisodes de la Résistance, les affrontements contre les fascistes italiens furent beaucoup plus rares. Ces derniers n'avaient probablement pas eu le temps de se réorganiser après le 8 septembre et après la proclamation de la République sociale italienne le 23 septembre, seulement quatre jours avant le début de l'insurrection.
Au-delà des importantes répercussions politiques et de l'effet positif sur le moral de la population, les Quatre journées ont le mérite d'avoir empêché les Allemands de s'implanter dans la ville pour résister aux forces alliées, ainsi que d'éviter que Naples ne soit réduite « en cendres et en boue » avant l'évacuation des Allemands, comme l'avait demandé Hitler. De plus, elles empêchèrent également la déportation de masse organisée par Schöll.
Le 22 décembre 1943, les généraux Pentimalli et Del Tetto, qui avaient pris la fuite en laissant la cité aux mains des Allemands le 9 septembre, furent condamnés par la Cour supérieure de justice à vingt années de réclusion. Cette condamnation est ensuite réduite. Domenico Tilena, qui avait soutenu la Fédération fasciste durant les affrontements, est condamné à six ans et huit mois de prison.

## Monuments
Dans le quartier Vomero, à proximité du stade Collana, on retrouve la piazza Quattro Giornate (littéralement : « place quatre journées »), ainsi nommée pour commémorer ces événements historiques, et en particulier les affrontements qui se déroulèrent à cet endroit. On y retrouve depuis 2001 une station de métro éponyme : la station Cilea - Quattro giornate, de la ligne 1 du métro de Naples.
Un monument « aux enfants », figures symboliques de l'insurrection, se trouve sur la Riviera di Chiaia, sur la place de la République. Réalisé par le sculpteur Marino Mazzacurati en 1963, il s'agit d'une statue de pierre présentant des enfants sur chacun de ses quatre côtés.

## Décorations
Les décorations suivantes ont été attribuées lors de l'après-guerre pour commémorer l'héroïsme de la ville et de ses habitants :

### Médaille d'or de la valeur militaire
La médaille d'or de la valeur militaire est attribuée à la ville avec la mention suivante :

« Avec un superbe élan patriotique, elle sut retrouver, au milieu du deuil et des débris, la force de chasser hors des terres napolitaines les soldats allemands, défiant les féroces et inhumaines représailles de ces derniers. Contrainte à entrer dans un combat inégal contre un ennemi de longue date, elle offrit à la Patrie, lors de ces "Quatre journées" de la fin de septembre 1943, de nombreux fils choisis. Par ce glorieux exemple, elle indiqua à tous les Italiens la voie vers la liberté, la justice et la sauvegarde de la Patrie.

Naples, 27 - 30 septembre 1943

Attribution de la Médaille d'or de la valeur militaire à la ville de Naples (10 septembre 1944) »

### Médailles d'or (posthume)
- Gennaro Capuozzo (12 ans) - La médaille d'or est décernée à la mémoire de Gennaro Capuozzo avec la mention suivante :

« À douze ans à peine, lors des journées d'insurrection de Naples, il participe aux combats contre les Allemands, d'abord en approvisionnant les patriotes en munitions, puis en prenant lui-même les armes. Lors d'un combat contre des chars d'assaut allemands, alors qu'il est à pied, méprisant la mort, entre deux insurgés qui font feu, avec un courage indomptable, il lance à la force de ses bras des bombes jusqu'à ce que l'explosion d'une grenade le fasse tomber, lui et les mitrailleurs qui sont à ses côtés. »

- Filippo Illuminati (13 ans)
- Pasquale Formisano (17 ans)
- Mario Menechini (18 ans)

### Médailles d'argent
- Giuseppe Maenza (posthume)
- Giacomo Lettieri (posthume)
- Antonino Tarsia in Curia
- Stefano Fadda
- Ezio Murolo
- Giuseppe Sances
- Francesco Pintore
- Nunzio Castaldo
- Fortunato Licheri

### Médailles de bronze
- Maddalena Cerasuolo[6]
- Domenico Scognamiglio
- Ciro Vasaturo

## LesQuatre Journées de Naplesau cinéma
L'épisode historique de l'insurrection napolitaine a été mis en scène en 1962 dans le film Le quattro giornate di Napoli (La Bataille de Naples), sous la direction de Nanni Loy, avec entre autres Léa Massari, Gian Maria Volonte et Charles Belmont. Il fut en nomination pour l'Oscar du meilleur film étranger et obtint l'Oscar du meilleur scénario original en 1963. Ce scénario était l'œuvre de Vasco Pratolini et de Pasquale Festa Campanile, entre autres.
En 2016, sous la direction de Arnaldo Delehaye, le film Bruciate Napoli, avec entre autres Mariano Rigillo (en), Patrizio Rispo (it), Nunzia Schiano (it),.

## LesQuatre journées de Naplesau théâtre
- Libertà: omaggio alle Quattro Giornate di Napoli (littéralement : Liberté : Hommage aux Quatre journées de Naples) de Giovanni D'Angelo - Œuvre en prose et musique à propos des évènements et témoignages sur l'occupation allemande de 1943.
- Le Mur de Naples tiré du roman du même nom da Giovanni Calvino, Giovanni Parisi et avec le contrinuto de Roberto Pappalardo.